# Pons (hersenen)

De pons of brug van Varol (naar de Italiaanse anatoom Costanzo Varolio 1543-1575), is een verbinding tussen de grote hersenen en de kleine hersenen en maakt deel uit van het centraal zenuwstelsel. Het ligt tussen het verlengde merg en de tussenhersenen en zit vast aan en is onderdeel van de hersenstam. Met twee 'armen' houdt het de kleine hersenen vast. 
Het voorste gedeelte van de pons stuurt waarnemingsinformatie (onder meer over bewegingen) van de hersenschors naar de kleine hersenen; het achterste deel is betrokken bij de regulatie van ademhaling, smaak en slaap.